# Léon Centner
Léon Centner, né le 16 décembre 1919 à Varsovie en Pologne et mort le 13 juin 2002 à Paris 15e, est un libraire, bibliophile et éditeur français, cofondateur en 1966 des éditions EDHIS qui rééditent en fac-similé des ouvrages d'histoire et des périodiques du XIXe siècle.

## Biographie
Léon Centner naît à Varsovie dans une famille juive polonaise. Sa famille s'installe en France en 1923, alors qu'il a 4 ans. Il obtient son certificat d'études à 13 ans, puis travaille un atelier de bonneterie. Durant la Seconde Guerre mondiale, il quitte Paris pour Grenoble, où il rejoint l'unité de résistance communiste MOI. Il est actif dans le mouvement national contre le racisme où il rencontre sa future épouse, Annette Szalai, d'origine hongroise, puis rejoint l'UJRE à Lyon. Il diffuse les journaux clandestins J’accuse et Fraternité, et fabrique des faux papiers.
Après la guerre, il est naturalisé français, se marie avec Annette Szalai, et reprend son activité professionnelle dans la bonneterie, tout en militant au parti communiste, jusqu'à son exclusion dès 1956, après l'échec de la libéralisation en Pologne et à Budapest.

## De la bibliophilie à l'édition
Léon Centner devient collectionneur de livres anciens. Il se lie avec des bouquinistes et ouvre une boutique d'abord rue Vivienne, puis sous les arcades du Palais-Royal. Il est cofondateur en 1966, avec le libraire Michel Berstein, des Éditions d'histoire sociale internationale, connues comme les éditions EDHIS, spécialisées dans le « reprint », c'est-à-dire la réimpression en fac-similé de textes rares. Ces éditions proposent des reprints de périodiques, Éphémérides du citoyen, Le Père Duchêne — réimprimé en dix volumes avec une présentation d'Albert Soboul —, L'Écho de la fabrique ou L’Atelier, et d'ouvrages du XIXe siècle introuvables, sur les révolutions du XIXe siècle et les mouvements ouvriers d'une part, et les prémices de la Révolution de 1789 d'autre part. Les éditions EDHIS mettent un terme à leurs activités en 1995. 
Léon Centner est membre de la Société des études robespierristes durant 25 ans.